# GNOME Calculator
GNOME Calculator (precedentemente chiamato gcalctool) è una calcolatrice software sviluppata per l'ambiente desktop GNOME, inclusa di default in molte distribuzioni GNU/Linux come Ubuntu.
Essa consente di abilitare cinque modalità di utilizzo: Base, Avanzata, Finanziaria, Scientifica e Programmazione.

## Le modalità di utilizzo
Come già detto la calcolatrice presenta cinque modalità con le quali operare:
- Base, include soltanto le quattro operazioni fondamentali (somma, sottrazione, moltiplicazione e divisione) e consente di utilizzare anche numeri negativi;
- Avanzata, aggiunge funzionalità come il calcolo della radice quadrata, l'elevamento a potenza, l'uso delle memorie e delle parentesi per rappresentare espressioni più complesse:
- Finanziaria, contiene tutte le funzionalità della modalità avanzata con l'aggiunta di diversi comandi per effettuare calcoli di natura finanziaria (in particolare legati alla contabilità e alle retribuzioni);
- Scientifica, include le funzioni trigonometriche (seno, cose, tangente, etc.) e logaritmiche, dando la possibilità di esprimere gli angoli in radianti, gradi centesimali o gradi;
- Programmazione, questa ultima modalità permette di modificare i singoli bit che compongono il numero e di operare in diverse modalità (decimale, binaria, ottale ed esadecimale), compiendo inoltre tutte le operazioni logiche fondamentali (AND, OR, NOT, XOR, XNOR).